# Primera División de Venezuela 2001-02
La Temporada 2001-02 de la Primera División de Venezuela se inició el 19 de agosto de 2001 con la participación de 10 equipos, entre ellos los ascendidos de la Segunda División de Venezuela Deportivo Galicia y Portuguesa FC. El Monagas Sport Club tomó el lugar de ULA FC.
Para la temporada 2001-02 fueron al descenso Deportivo Galicia, quien cambiaría de nombre en el Torneo Clausura a Galicia de Aragua y Portuguesa FC, los dos equipos que habían logrado el ascenso.

## Equipos participantes
Los equipos participantes en la Temporada 2001-02 de la Primera División del Fútbol Venezolano son los siguientes:
| - Caracas FC - Deportivo Galicia - Deportivo Italchacao - Deportivo Táchira FC - Deportivo Trujillanos |  | - Estudiantes de Mérida - Mineros de Guayana - Monagas SC - Nacional Táchira - Portuguesa FC |

## Torneo Apertura 2001

### Clasificación
|    | Equipo                | PTS | JJ | JG | JE | JP | GF | GC | DG  |
| -- | --------------------- | --- | -- | -- | -- | -- | -- | -- | --- |
| 1  | Estudiantes de Mérida | 33  | 18 | 9  | 6  | 3  | 34 | 19 | +15 |
| 2  | Monagas SC            | 31  | 18 | 9  | 4  | 5  | 24 | 17 | +7  |
| 3  | Deportivo Táchira FC  | 29  | 18 | 7  | 8  | 3  | 28 | 17 | +11 |
| 4  | Nacional Táchira      | 28  | 18 | 7  | 7  | 4  | 27 | 18 | +9  |
| 5  | Mineros de Guayana    | 28  | 18 | 8  | 4  | 6  | 27 | 29 | -2  |
| 6  | Caracas FC            | 24  | 18 | 6  | 6  | 6  | 32 | 23 | +9  |
| 7  | Deportivo Trujillanos | 22  | 18 | 4  | 10 | 4  | 28 | 27 | +1  |
| 8  | Deportivo Italchacao  | 21  | 18 | 6  | 3  | 9  | 23 | 25 | -2  |
| 9  | Portuguesa FC         | 16  | 18 | 4  | 4  | 10 | 17 | 39 | -22 |
| 10 | Deportivo Galicia     | 11  | 18 | 3  | 2  | 13 | 18 | 44 | -26 |

Leyenda: PTS (Puntos), JJ (Juegos jugados), JG (Juegos Ganados), JE (Juegos Empatados), JG (Juegos Perdidos), GF (Goles a Favor), GC (Goles en Contra), DG (Diferencia de Goles).

## Torneo Clausura 2002

### Clasificación
|    | Equipo                | PTS | JJ | JG | JE | JP | GF | GC | DG  |
| -- | --------------------- | --- | -- | -- | -- | -- | -- | -- | --- |
| 1  | Nacional Táchira      | 36  | 18 | 11 | 3  | 4  | 37 | 18 | +19 |
| 2  | Monagas SC            | 33  | 18 | 9  | 6  | 3  | 29 | 17 | +12 |
| 3  | Deportivo Italchacao  | 29  | 18 | 8  | 5  | 5  | 30 | 22 | +8  |
| 4  | Deportivo Táchira FC  | 27  | 18 | 7  | 6  | 5  | 26 | 22 | +4  |
| 5  | Caracas FC            | 26  | 18 | 7  | 5  | 6  | 35 | 28 | +7  |
| 6  | Deportivo Trujillanos | 24  | 18 | 6  | 6  | 6  | 25 | 20 | +5  |
| 7  | Estudiantes de Mérida | 24  | 18 | 6  | 6  | 6  | 24 | 22 | +2  |
| 8  | Galicia de Aragua*    | 16  | 18 | 4  | 4  | 10 | 18 | 36 | -18 |
| 9  | Mineros de Guayana    | 14  | 18 | 3  | 6  | 9  | 17 | 34 | -17 |
| 10 | Portuguesa FC         | 14  | 18 | 3  | 5  | 10 | 27 | 49 | -22 |

Leyenda: PTS (Puntos), JJ (Juegos jugados), JG (Juegos Ganados), JE (Juegos Empatados), JG (Juegos Perdidos), GF (Goles a Favor), GC (Goles en Contra), DG (Diferencia de Goles).
*: Luego del Apertura el equipo Deportivo Galicia cambia de nombre a Galicia de Aragua.

## Final
| 19 de mayo de 2002 | Nacional Táchira | 3-3 | Estudiantes de Mérida |  |  |

| 26 de mayo de 2002                                                           | Estudiantes de Mérida | 0-0 (3-5 p) | Nacional Táchira |  |  |
| Nacional Táchira consigue su 1er título de la Primera División de Venezuela. |                       |             |                  |  |  |

Club Nacional Táchira

Campeón

## Acumulada

### Clasificación
|    | Equipo                | PTS | JJ | JG | JE | JP | GF | GC | DG  |                                         |
| -- | --------------------- | --- | -- | -- | -- | -- | -- | -- | --- | --------------------------------------- |
| 1  | Nacional Táchira      | 64  | 36 | 18 | 10 | 8  | 64 | 36 | +28 | Liguilla Pre Libertadores 2003          |
| 2  | Monagas SC            | 64  | 36 | 18 | 10 | 8  | 53 | 34 | +19 | Copa Sudamericana 2002                  |
| 3  | Estudiantes de Mérida | 57  | 36 | 15 | 12 | 9  | 58 | 41 | +17 | Liguilla Pre Libertadores 2003          |
| 4  | Deportivo Táchira FC  | 56  | 36 | 14 | 14 | 8  | 54 | 39 | +15 | Copa Sudamericana 2002                  |
| 5  | Caracas FC            | 50  | 36 | 13 | 11 | 12 | 67 | 51 | +16 |                                         |
| 6  | Deportivo Italchacao  | 50  | 36 | 14 | 8  | 14 | 53 | 47 | +6  |                                         |
| 7  | Trujillanos FC        | 46  | 36 | 10 | 16 | 10 | 53 | 47 | -8  |                                         |
| 8  | Mineros de Guayana    | 42  | 36 | 11 | 10 | 15 | 44 | 63 | +19 |                                         |
| 9  | Portuguesa FC         | 30  | 36 | 7  | 9  | 20 | 44 | 88 | -44 | Descenso luego de repechaje vs Carabobo |
| 10 | Galicia de Aragua     | 27  | 36 | 7  | 6  | 23 | 36 | 80 | -44 | Descenso                                |

Leyenda: PTS (Puntos), JJ (Juegos jugados), JG (Juegos Ganados), JE (Juegos Empatados), JG (Juegos Perdidos), GF (Goles a Favor), GC (Goles en Contra), DG (Diferencia de Goles).

### Goleador
| Jugador | Jugador              | Jugador     | Goles | Equipo           |
| ------- | -------------------- | ----------- | ----- | ---------------- |
| 1       | Bandera de Venezuela | Juan García | 34    | Nacional Táchira |